# Juillet 1904

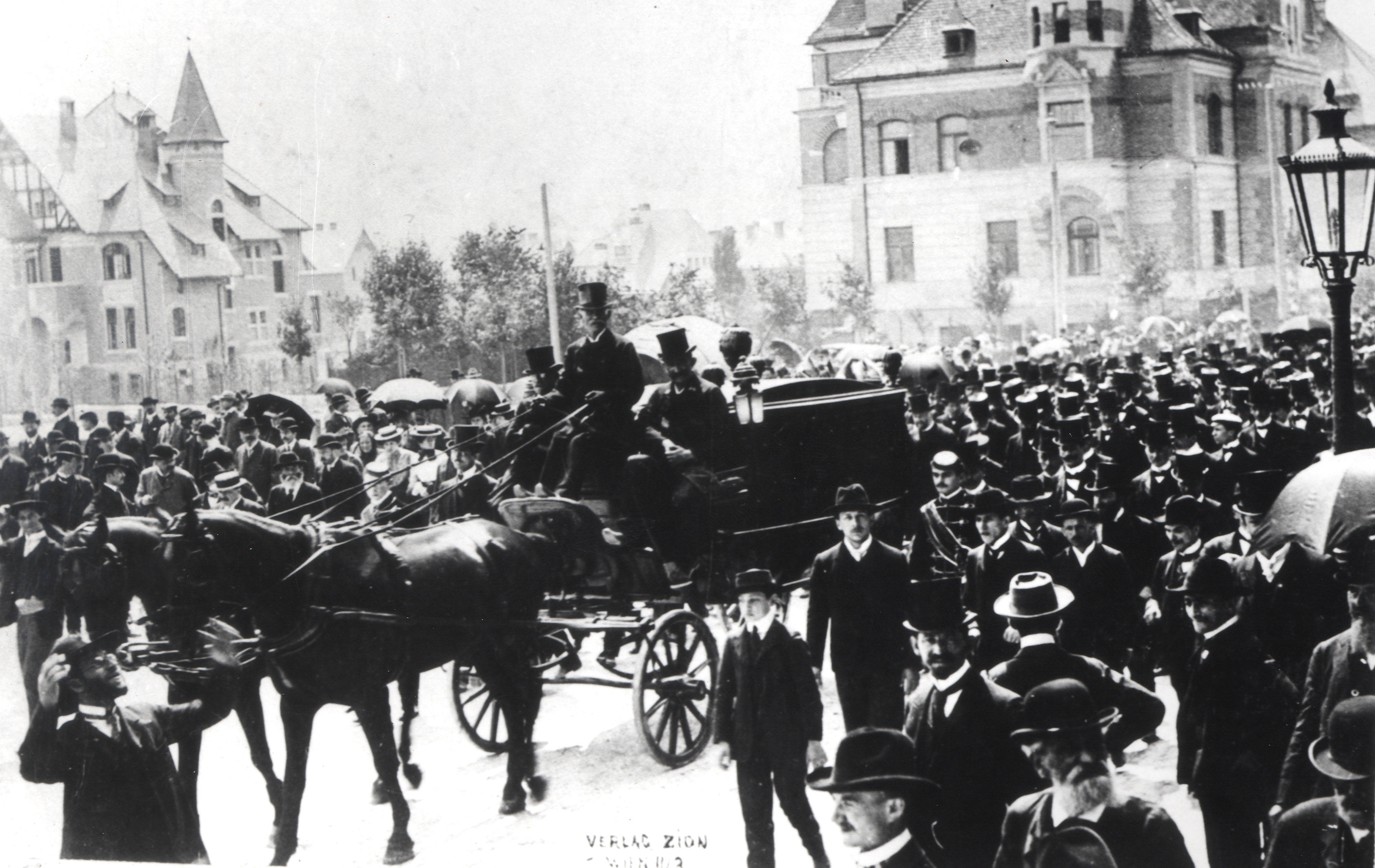
Funérailles de Theodor Herzel à Vienne (7 juillet 1904)

## Événements
- 1er juillet : aux États-Unis, ouverture des Jeux olympiques de Saint-Louis.

- 3 juillet : à la suite du décès de Theodor Herzl, David Wolffsohn (1856-1914), prend la direction du mouvement sioniste.

- 7 juillet, France : loi du gouvernement Émile Combes interdisant l'enseignement aux congrégations religieuses.

- 9 juillet, France : fondation de l'OGC Nice.

- 21 juillet : à Ostende, Louis Rigolly établit un nouveau record de vitesse terrestre : 166,66 km/h.

- 24 juillet : création d’une commission internationale pour enquêter sur les pratiques utilisées dans la production du caoutchouc (politique des mains coupées, prises d’otages…).

- 28 juillet : conclusion d'un accord commercial entre la Russie et l'Allemagne.
  - Traités de commerce entre l’Allemagne et de nombreux États (Belgique, Russie, Roumanie, Suisse, Serbie, Italie, Autriche-Hongrie) de juin 1904 à janvier 1905. Berlin consent des réductions sur les produits agricoles pour préserver ses exportations industrielles.

- 30 juillet : la France rompt ses relations diplomatiques avec le Vatican et rappelle son ambassadeur. (À l'origine la loi française de séparation de l'Église et de l'État a échaudé le Vatican. Puis Émile Combes, Président du Conseil des Ministres, prétend vouloir nommer les évêques français, sans solliciter le Vatican. Plus tard, le Pape Pie X refuse de recevoir le président Émile Loubet. Enfin, le Vatican rappelle deux évêques français « républicains », pour un entretien sans en informer la France.)

## Naissances
- 2 juillet : René Lacoste, joueur de tennis, homme d'affaires († 12 octobre 1996).
- 5 juillet : Milburn Stone, acteur américain († 12 juin 1980).
- 12 juillet : Pablo Neruda, poète chilien († 23 septembre 1973).
- 16 juillet : Léon-Joseph Suenens, cardinal belge, archevêque de Malines-Bruxelles († 6 mai 1996).
- 22 juillet : Donald Hebb, psychologue.
- 27 juillet : Omer Taverne, coureur cycliste belge († 13 mai 1988).
- 28 juillet : Pavel Tcherenkov, physicien russe prix Nobel de physique († 6 janvier 1990).

## Décès
- 1er juillet : George Frederic Watts, peintre et sculpteur britannique (° 23 février 1857).
- 3 juillet : Theodor Herzl, écrivain juif et fondateur du sionisme politique (° 2 mai 1860).
- 5 juillet : Joseph Blanc, peintre français (° 25 janvier 1846).
- 14 juillet : Paul Kruger, dernier dirigeant de la république Boer du Transvaal (°1825).
- 15 juillet : Anton Tchekhov, écrivain russe (° 29 janvier 1860).